# ゴーストヴァイブレーション
『ゴーストヴァイブレーション』 (GHOST VIBRATION) は、アイドス・インタラクティブから2002年7月4日に発売されたPlayStation 2（PS2）用ホラーアクションゲームである。

## 概要
主人公のジョージを操り、襲い来るゴーストを捕獲しながら、数々の怪事件を引き起こしてきた曰く付きの洋館内を探索する。最終的に幼馴染を救って無事に生還することと、全ての怪事件の謎を解き明かすことが目的となる。前進することしかできない移動システムとカメラワークが一体となって、独特の恐怖感と緊張感を演出しているのがこのゲームの特徴である。
同年7月25日に発売された『ゴーストトラップ』は、本作の過去の話にあたる。

## ストーリー
ある日、ゴーストハンター・ジョージの元に彼の幼馴染・アリシアから依頼の電話がかかってきた。依頼の内容に不審感を抱いたジョージは、彼女に頼まれたゴースト退治の道具一式と共に現地へと赴く。

## ゲーム内容
- プレイヤーは、ステージごとに定められたルートの上を前進しながら、通常のカメラワークの「ウォークモード」とゴーストスコープを通して眺める「スコープモード」を切り替えながら探索していく（ボス戦時には強制的にスコープモードに固定される）。ステージは全9ステージで、各ステージの最後に現れるボスを捕獲することでクリアとなる。
- 出現するゴーストは、ジョージの発明品・スピアガンのスピアを撃ち込み、ゴーストパワーを吸収することで捕獲できる。ただし、スピアガンの最大連続使用時間は3秒で、それを超過するとオーバーヒートして一時的に使用不能となるほか、ゴーストの方もスピアを引き抜こうと抵抗するため、注意が必要である。捕獲に失敗すると、ゴーストからダメージを与えられて逃げられてしまう。また、ゴーストの中には、特定の条件を満たすことで新たに出現する個体も存在する。
- ゴーストの攻撃を受け続けてライフが無くなるとゲームオーバーとなる。
- ゴーストを捕獲すると、「ゴーストレポート」に記録されて素性が明らかとなるほか、そのゴーストが関係していた事件に関する情報を得ることができる。事件に関係しているゴーストを全て捕獲することで、その事件の真相が明らかとなる。
- ゲームを一度クリアすると、ステージセレクト機能が追加され、一度クリアしたステージを再びプレイできるようになる。また、特定の条件を満たすことで新たに3ステージが追加される。

## 登場人物

### 主要人物
ジョージ
本作の主人公。ゴーストの研究に情熱を注いでいるゴーストハンター。アリシアからの連絡を受け、彼女を守るためにクルーニー館へ乗り込む。
アリシア
ヒロイン。ジョージの幼馴染。ゴーストの存在については懐疑的であったが、今回の件にはなぜか妙なこだわりを見せている。

### ゴースト
ここでは、主要なゴーストのみ記述する。
サイモン・ハミル
クルーニー館近辺に存在するヘブンズ・ヒル村の住民。クルーニー館で発生した怪事件に最も多く関わっており、彼の日記から当時の様子を知ることができる。
ある事件に巻き込まれて死亡し、ゴーストとなってジョージの前に現れる。
シンディ・ハゼット
STAGE1のボス。詩の朗読会のメンバーの一人であった少女。
アントニオ・グレアム
STAGE2のボス。クルーニー館で開かれた降霊会の参加者であった新聞記者。
ハンス・コネル
STAGE3のボス。1度目の火災で焼死したクルーニー館の主人。
パメラ・ロイド
STAGE4のボス。強盗殺人に遭ったロイド家の次女で、サイモンの婚約者であった少女。
ドリュー・ゼメキス
STAGE5のボス。2度目の火災で焼死したクルーニー館の女主人の妹。
ダニエル・ウォード
STAGE6のボス。クルーニー館からアメリカ大陸へ移住したウォード家の当主。
トム・クルーニー
STAGE7のボス。クルーニー家の当主で、フレッドの父親。
トッド・レイ
STAGE8のボス。軍研究所の所長であった軍医。
フレッド・クルーニー
STAGE9のボスで、本作のラストボス。クルーニー家の長男で、全ての怪事件の元凶とされている少年。

## ゴースト
ゴースト
クルーニー館で発生した怪事件に巻き込まれて死亡した犠牲者たちの魂が、悪霊と化した存在。襲ってくるタイプと無害なタイプの2種類が存在し、個体によって行動パターンや耐久力が異なる。中には、姿を現さずにどこかに潜んでいるタイプも存在するが、大半は出現する際や潜んでいる場所の付近を通りかかった際に、奇声を発したり、怪奇現象を発生させたりするなどの何らかのサインを発する。襲ってくるタイプの主な攻撃手段は接近したうえでの体当たりだが、各ステージの最後に待ち構えているボスは、エビルスピリットを放つなど特殊な攻撃手段を有する。捕獲するとゴーストレポートに記録されるほか、サブウェポンのエネルギーが充填される。
また、捕獲済みのゴーストは、2周目以降では襲ってくるタイプのみが「ゴーストの影」となって再登場するが、性質は元のゴーストと変わらない。
ポルターガイスト
本来は心霊現象を表す用語であるが、本作ではゴーストの一種として扱われている。姿を現さないが、潜んでいる場所に近付くと奇声と共に部屋の物品がランダムで揺れ動くので、比較的容易に発見できる。攻撃は一切してこないが、一定時間放置していると逃げられてしまう。捕獲するとゴーストレポートに記録されるほか、サブウェポンのエネルギーが充填される。
ソウルゲート
霊気の塊。特定の場所に近付くと出現し、エビルスピリットを放って攻撃してくる。ゴーストやポルターガイストとは異なり、捕獲してもゴーストレポートには記録されず、サブウェポンのエネルギーも充填されないが、捕獲することで回復系アイテムを落とす個体が存在する。
エビルスピリット
ソウルゲートやボスのゴーストが放つ人魂のような低級霊。接触するとダメージを受けるが、スピアガンで容易に掻き消せる。ボスのゴーストが放つものを掻き消すと、一定の確率でアイテムを落とす。

## アイテム
ソウルゲートを捕獲したり、各ステージのボスが放つエビルスピリットを掻き消すと出現する（パワーアップ系アイテムは後者のみ）。
回復系アイテム
ライフ回復
ライフを回復する。15％回復、30％回復、50％回復の3種類が存在する。
エネルギー増加
サブウェポンのエネルギーを充填する。
ライフカプセル
ライフが無くなったときに一度だけライフを全回復して蘇生させる。所持済み状態で入手すると、その場でライフが全回復する。
パワーアップ系アイテム
アンチオーバーヒート
一定時間の間、スピアガンのオーバーヒートを防止する。
パワーエクステンション
一定時間の間、スピアガンの吸収力を強化する。
エネルギーチャージャー
一定時間の間、吸収したゴーストパワーがサブウェポンのエネルギーに変換される。

## クルーニー館
本作の舞台となる、ヨーロッパ・ハイランドオーク群に存在する巨大な洋館。創立以来、100年以上もの長きに渡って凄惨な怪事件が発生し続けている。

### 年表
1870年
- クルーニー館の完成 - この年の春にクルーニー館が完成。
- クルーニー一家来る - クルーニー館の完成後、すぐにクルーニー一家が引っ越して来た。
- 使用人の消失事件 - クルーニー家の使用人が次々と金を持ち逃げし、行方をくらませた。警察の捜査にもかかわらず、逮捕の記録はない。
- フレッドの行方不明 – クルーニー一家が世界一周旅行に出たという記録を最後に、彼らに関する記録は途絶えた。また、サイモンの日記によると、クルーニー家の長男のフレッドはこれより前から姿を消している。

1874年
- 魔女事件 - 村外から来た女性2名とサイモンの母親を含むヘブンズ・ヒル村の住民4名の合計6名が失踪。村外から来た女性たちは、クルーニー館に勝手に住み着いて奇行を行っていたため、魔女ではないかと噂されていた。

1881年
- パメラの一家強盗殺人事件 - 当時、クルーニー館に住んでいたサイモンの婚約者一家が、結婚式の3日前に何者かに殺害された。警察は強盗殺人事件として犯人を追ったが、犯人逮捕の記録はない。

1890年
- 住民消失事件 - 当時、クルーニー館に住んでいた3姉妹とその執事親子、クルーニー館の古書の調査に訪れていた古書収集家の夫妻の合計7名が失踪した。

1901年
- リサイタル出席者消失事件 - 当時、クルーニー館に住んでいた作曲家のリサイタルの出席者であったヘブンズ・ヒル村の住民8名が彼と共に消息を絶った。リサイタルの出席者の中には、サイモンの妻も含まれていた。

1909年
- クルーニー館裏の崩落事故 - クルーニー館裏の断崖が崩落し、ヘブンズ・ヒル村の住民7名が生き埋めとなった。

1912年
- 仮面少女事件 - とある詩の朗読会のメンバーであったヘブンズ・ヒル村の住民12名が失踪した。その当日の深夜、メンバー全員が仮面を被ってクルーニー館へ向かっていたという目撃証言が残されている。

1920年
- 降霊会事件 - 仮面少女事件の霊を呼び出そうと、クルーニー館で降霊会を開いた降霊術師親子と出席者全員が消息を絶った。

1930年
- ウォード一家アメリカ移住 - 当時、クルーニー館を増改築していたウォード一家が、突如アメリカ大陸へ移住した。

1944年
- 機密実験機関 - 第二次世界大戦の激化に伴い、クルーニー館が軍に接収され、極秘の医学的研究を行うための研究施設として利用された。

1954年
- クルーニー館半焼事件 - クルーニー館で火災が発生し、焼け跡から17名の焼死体が発見された。しかし、当時の証言によると、クルーニー館には18名がいたとされているが、残りの1名の行方は明らかとなっていない。
- トビーの帰還 - 上記の火災から半年後、改築を終えたばかりのクルーニー館で再び火災が発生し、焼け跡から改築パーティーの出席者15名と身元不明の1名の合計16名の焼死体が発見された。

1965年
- 撮影隊消失事件 - クルーニー館をロケ地として映画撮影を行っていた撮影隊クルー全員が消息を絶った。

1970年
- カルト宗教家の占拠事件 - クルーニー館に不法居留していたカルト宗教の教祖が信者と共に消息を絶った。信者の中にはサイモンの曾孫も含まれており、彼女を連れ戻そうとクルーニー館へ乗り込んだサイモン自身も行方不明となった。

1978年
- テノール歌手行方不明事件 - 当時、クルーニー館を別荘としていた世界的に有名なテノール歌手の男性が失踪。また、彼が失踪する前にその近辺では行方不明事件が多発していた。

1988年
- 夢遊病患者消失事件 - ハイランドオーク群一帯で夢遊病が多発し、その患者たちが次々と消息を絶った。奇妙なことに、夢遊病患者たちは全員過去に起きた事件に関わっていた人々の子孫や親類であった。

1989年
- クルーニー館調査隊の全滅 - クルーニー館で発生する怪事件の謎を調査するために派遣された大学の調査隊のメンバー全員が、館内で惨殺死体となって発見された。この事件で衝撃を受けた群当局は、クルーニー館を永久に閉鎖することを決定した。

## 用語
スピアガン
ジョージが発明したゴースト捕獲用の武器。先端の特殊な金属製のスピアをゴーストに撃ち込み、接続されたワイヤーを通してゴーストパワーを吸収し、捕獲する。出力が不安定なため、オーバーヒートしやすいという欠点がある。また、吸収したゴーストパワーを利用してゴーストにダメージを与え、一定時間動きを封じる弾を発射するサブウェポンも搭載されている。
浄化タンク
捕獲したゴーストを格納し、浄化するタンク。内部には様々なハイテク機器が搭載されており、捕獲したゴーストの思念を読み取ってデータ化し、集積することが可能である。
ゴーストスコープ
ヘッドフォンのような形状をした特殊なスコープ。頭頂部のアンテナで霊気を感知し、映像と音声でゴーストの存在を知らせるほか、スピアガンの状態やジョージのコンディションも視覚化する。